# Бруно Паровель
Бруно Паровель (італ. Bruno Parovel, 6 жовтня 1913 — 1994) — італійський академічний веслувальник.
Срібний призер Олімпійських Ігор 1932 року в складі розпашної четвірки зі стерновим.